# نبرد دریاچه انطاکیه
نبرد دریاچه انطاکیه (انگلیسی: Battle of the Lake of Antioch)، نبردی است در ۹ فوریه ۱۰۹۸ طی نخستین جنگ صلیبی و پس از محاصره شهر انطاکیه. با محاصره شهر و رسیدن خبر آن به سایر امیرنشین‌های شام، نیروهای متحد با فرماندهی رضوان بن تتش، امیر حلب، عازم انطاکیه شدند تا محاصره شهر را درهم بشکنند. بوهموند تارانتو به همراه ۷۰۰ شوالیه شبانه به سمت ارتش مسلمانان یورش برد و پس از چندین حمله، شوالیه‌های صلیبی موفق شدند که نیروهای مسلمان شکست دهند و آنها را وادار به عقب‌نشینی به سمت حلب کنند.